# Lamerica
Lamerica är en italiensk-fransk dramafilm från 1994 i regi av Gianni Amelio.

## Utmärkelser
Filmen vann Europeiska filmpriset för bästa film 1994  och Bodilpriset för bästa icke-amerikanska film 1996.

## Rollista i urval
- Enrico Lo Verso - Gino
- Michele Placido - Fiore
- Carmelo Di Mazzarelli - Spiro
- Piro Milkani - Selimi
- Elida Janushi - Selimis kusin
- Sefer Pema - fängelsedirektören